# Francesc Xavier Bada i Amatller
Francesc Xavier Bada i Amatller (Mataró, Maresme, 2 de maig de 1933 - Sant Andreu de Llavaneres, 2 de gener de 2022) fou un polític, empresari, cooperativista i activista català, establert entre La Pobla de Segur i Sant Andreu de Llavaneres.

## Biografia
Estudià a l'Escola Pia de Santa Anna, de Mataró i després s'establí a la Pobla de Segur, on presidí algunes cooperatives agrícoles i col·laborà en la promoció de la Federació de Cooperatives Agràries de Catalunya. Fou condecorat amb la Creu Oficial de l'Orde Civil del Mèrit Agrícola del Ministeri d'Agricultura, Alimentació i Medi Ambient espanyol. També fou conseller nacional de Convergència Democràtica de Catalunya (CDC), un dels fundadors de la Fundació Roca i Galès i membre del Consell Comarcal del Pallars Jussà.
A les eleccions municipals espanyoles de 1987 fou escollit alcalde de la Pobla de Segur i elegit diputat per la província de Lleida a les eleccions al Parlament de Catalunya de 1984 i 1988 a les llistes de Convergència i Unió. També fou president de la Comissió d'Agricultura, Ramaderia i Pesca del Parlament de Catalunya entre 1984 i 1988.
Morí el 2 de gener de 2022 als vuitanta-vuit anys i el 5 de gener es realitzarà el seu funeral al Tanatori de Mataró.